# Sonet 46 (William Szekspir)

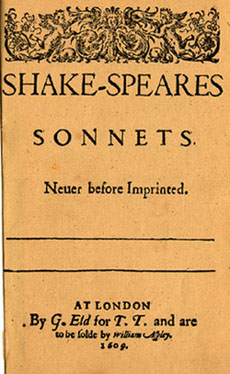
Strona tytułowa pierwszego wydania sonetów Shakespeare’a

Sonet 46 (Śmiertelną wojnę serce z okiem toczy) – jeden z cyklu sonetów autorstwa Williama Shakespeare’a. Po raz pierwszy został opublikowany w 1609 roku.

## Treść
W sonecie tym podmiot liryczny, który przez niektórych badaczy jest utożsamiany z autorem, opisuje swoje uczcia do tajemniczego młodzieńca, a także walkę, jaką staczają ze sobą jego wzrok i serce o prawo do czerpania piękna z młodego człowieka.
Konflikt ten kończy kompromis:
I tak: do oczu twój obraz należy
A serce w głębi mego serca leży.